# Алтайски език
Алтайският език е тюркски език, говорен от малобройно население в планината Алтай, Русия. До 1948 г. е наричан ойротски език.
Поради изолираното му географско положение и липса на контакт със съседни езици, класификацията на алтайския език е спорна. Заради географската близост с шорския и хакаския език, се причислява от някои към сибирските тюркски езици, а заради определни прилики с киргизкия – към къпчакските езици. Според класификацията на Талат Текин, южноалтайският език се смята за изолиран, а северноалтайските говори се обединяват в една група с чулимския език и кондомския диалект на шорския език.
Успоредно с руския алтайският език е официален език на автономната република Алтай. Книжовният език е създаден въз основа на южноалтайския диалект, на който говори народът алтай-кижи.

## Диалекти
Алтайският език се разделя на северни и южни говори, които от своя страна се делят на поддиалекти, както следва:
- Южноалтайски
  - Книжовен алтайски
    - маймански

  - теленгитски („чуй-кижи“) – по долината на р. Чуй и в района Кош-агач
    - тьольоски
    - чуйски

  - телеутски – в Кемеровски район
- Северноалтайски
  - тубаларски („език на черните татари“) в селата Артибаш, Йогач, Новотроицк, Тулой, Тондошка, Кебезен, Уст-пижа, Бийка, Яйлу, Чуйка, Торочак, Паспаул, Салганда, Каракоша, Тунжа, Красноселское, Ускуч, Уймен и Карасук
  - кумандийски („куманди-кижи“)
    - турачакски
    - солтонски
    - старобардински

  - чалкански, лебедински („туу-кижи“)